# Jørn Didriksen
Jørn Didriksen, född 27 augusti 1953, är en norsk författare och före detta skridskoåkare.
Didriksen blev olympisk silvermedaljör på 1 000 meter vid vinterspelen 1976 i Innsbruck.